# Wolf Vilmos
Wolf Vilmos, névváltozat: Wolff (Törökkanizsa, 1853. március 21. – Budapest, 1925. október 3.) ügyvéd, az 1888 és 1920 között az Ügyvédek Lapja alapító szerkesztője, jogi szakíró, újságíró, 1916-tól udvari tanácsos. 

## Életpályája
Középiskolait Szabadkán és Szegeden végezte. Jogi tanulmányai közben újságíró volt a Pesti Hírlapnál, majd a Budapesti Hírlapnál. Jogi tanulmányainak befejezése után Budapesten lett ügyvéd 1880-ban. Neves bűnügyi védővé vált. 1884-ben megalapította és 1920-ig szerkesztette az Ügyvédek Lapja című szakfolyóiratot. Számos gyakorlati jellegű kommentárt, döntvénygyűjteményeket (kúriai gyakorlat köztörvényi ügyekben, büntető ügyekben stb.) szerkesztett.

## Főbb művei
- A magyar csődtörvény... Budapest, 1880. (2. bővített kiadás: Budapest, 1890)
- A magyar ügyvédi rendtartás (Budapest, 1886)
- A magyar királyi Curia elvi jelentőségű határozatai köztörvényi ügyekben. 1. füzet. (Budapest, 1886)
- Gyilkossági kísérlettel vádolt Scheiber Mór védőjének a budapesti királyi törvényszék esküdtszéki termében 1891. augusztus 31-én tartott védbeszéde (Budapest, 1891., németül u. az: Die Kreutzer-Sonate vor Gericht, Budapest, 1891)
- Az ügyvédi rendtartás tervezetiről (Budapest, 1907)
- A magyar királyi Kúria ügyvédi tanácsának elvi jelentőségű határozatai (1–12. füzet, Budapest, 1909–1910).
- Az új adótörvények népszerű ismertetése. 2. kiadás. (Budapest, 1912)

## Források

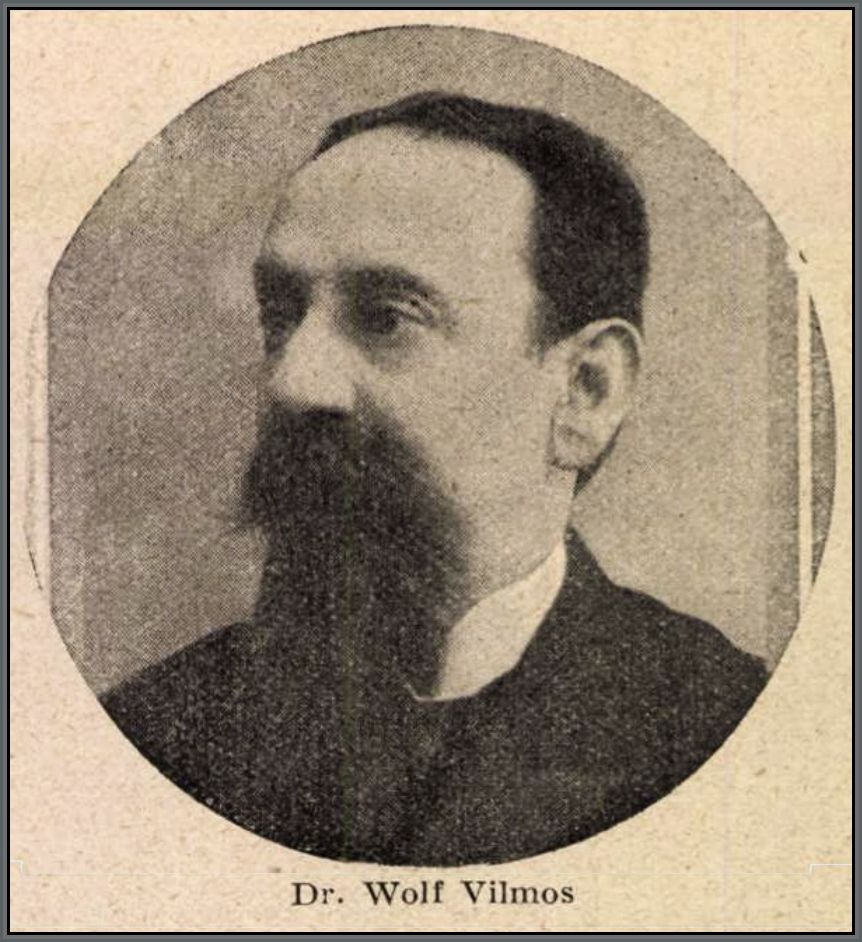
Képe újonnan kinevezett udvari tanácsosként az 1916. évi Az Érdekes Újságban.